# 赤松範実
赤松 範実（あかまつ のりざね）は、南北朝時代の武将。
赤松範資の子。叔父の則祐の養子。正平14年/延文4年（1359年）、足利義詮に与して南朝の和田正武や楠木正儀らが守る竜泉寺城を攻略する武功を立てた。康安元年/正平16年（1361年）、細川清氏に内通して南朝に寝返った。しかし養父の則祐の取り成しもあり、北朝に帰服するとき義詮より罪を許されている。